# Liofilizare

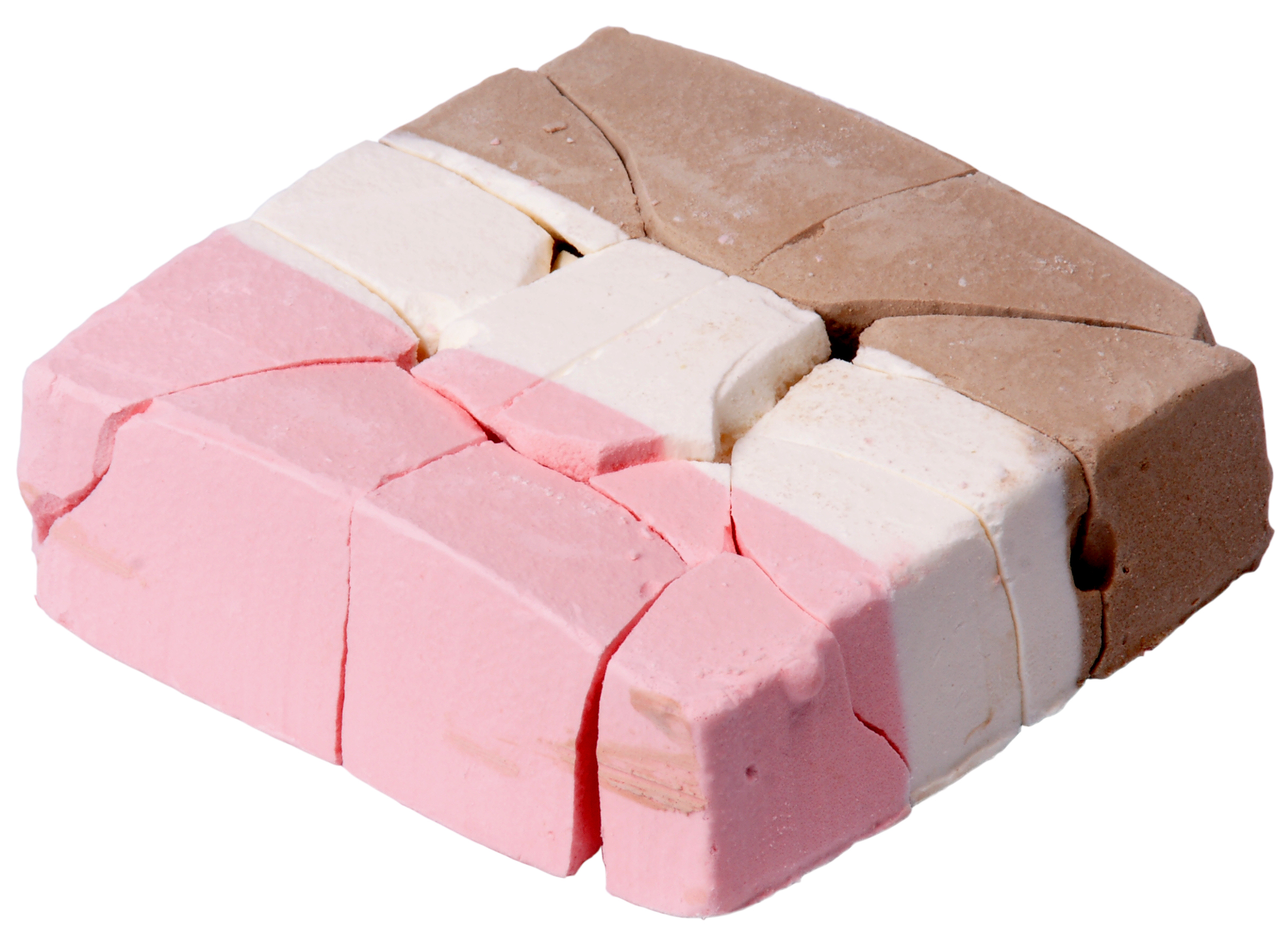
Înghețată liofilizată

Liofilizarea sau criodesicarea este un proces de  deshidratare folosit de obicei în conservarea materialelor perisabile sau pentru a face materialele respective mai ușor de transportat. Liofilizarea este bazată pe înghețare urmată de o scăderea presiunii pentru a permite apei din materialul respectiv să sublimeze direct din faza solidă în faza de vapori.
Liofilizarea are ca finalitate obținerea unor produse de înaltă calitate. Se menține forma originală a produsului, iar prin rehidratare se obține un produs cu o calitate excelentă.
Acest proces este folosit foarte des în domeniul farmaceutic, unde flacoanele sunt umplute cu o soluție care conține substanța activă, septa este pus în flacon dar nu este apăsată. Flacoanele astfel pregătite sunt introduse într-o incintă specială unde se realizează procesul de liofilizare. De asemenea, liofilizarea se mai utilizează pentru produsele biologice (bacterii, drojdii) și alimentare (cafea), precum și pentru conservarea alimentelor.

## Etape

Pentru a se putea realiza sublimarea gheții la vapori de apă, este necesară menținerea produsului sub condițiile punctului triplu.

Prima etapă a procesului este de înghețare a substanței la temperaturi intre -30 și -70 de grade în funcție de substanța aflată în flacoane. Aceste temperaturi se pot menține câteva ore pană se asigură că toate flacoanele au ajuns la temperatura dorită. 
Următorul pas este vidarea incintei la presiuni mai mici de 500 μBar. Pentru monitorizarea vidului se folosesc mai multe tipuri de senzori care pot măsura presiuni mai mici de 10 μBar absoluți.
Al treilea pas este uscarea soluției ridicând temperatura în incintă undeva între -20 și -40 de grade și menținerea temperaturi și vidului pentru o perioada îndelungata. În funcție de volumul incintei și al substanței acest pas poate dura și o săptămâna. Important este ca în toată această perioadă particulele de apă care se transformă din gheața direct în abur, să fi captate și ținute departe de substanța liofilizată. 
Al patrulea pas este readucerea substanței la temperatura camerei. 
Înainte de terminarea procesului de liofilizare septa este fixata în flacon pentru a nu permite contaminarea substanței, acest proces se poate realiza în vacuum pentru a crea o mai buna prindere a septei. Acest proces se poate face în aer sau în atmosfera de azot în funcție de aplicația dorită. 
După terminare procesului incinta se aerisește și flacoanele sunt scoase, capsa este prinsa pentru a sigila flaconul și acestea se duc la ambalare.